# Barakaldo (stacja kolejowa)
Barakaldo (hiszp: Estación de Barakaldo) – stacja kolejowa w Barakaldo, w prowincji Bizkaia, we wspólnocie autonomicznej Kraj Basków, w Hiszpanii. Znajduje się na linii C1 i C2 Renfe Cercanías Bilbao, pomiędzy stacjami Sestao i Lutxana.